# Élections législatives cap-verdiennes de 1985
Des élections législatives se sont tenues au Cap-Vert le 7 décembre 1985. Le Parti africain pour l'indépendance du Cap-Vert, parti unique remporte les élections avec 94 % des voix ; la participation électorale s'élève à 68,9 % de la population.

## Résultat
| Parti                                          | Votes  | %   | Sièges |
| ---------------------------------------------- | ------ | --- | ------ |
| Parti africain pour l'indépendance du Cap-Vert | 92 865 | 94  | 83     |
| Contre                                         | 5 927  | 6   | -      |
| Total                                          | 98 792 | 100 | 83     |

### Sources
- (en) Cet article est partiellement ou en totalité issu de l’article de Wikipédia en anglais intitulé « Cape Verdean parliamentary election, 1985 » (voir la liste des auteurs).